# John Goodricke
John Goodricke, nizozemsko-angleški ljubiteljski astronom in astrofil, * 17. september 1764, Groningen, Nizozemska, † 20. april 1786, York, grofija Yorkshire, Anglija.

## Življenje in delo
Goodricke je leta 1782 prvi regularno opazoval spremenljivo zvezdo Algol (β Perzeja) in odkril periodičnost v spremembi njenega navideznega sija. Do tedaj so poznali že nekaj zvezd, katerih navidezni sij se je spreminjal. Goodricke je prvi predlagal mehanizem za ta pojav. Predlagal je, da je Algol to, kar danes poznamo kot prekrivalno dvozvezdje. Svoje spoznanje je predstavil Kraljevi družbi maja 1783, za kar je istega leta prejel Copleyjevo medaljo.
Leta 1784 je odkril spremenljivost zvezde Alredif (δ Kefeja), po kateri se imenujejo kefeidne spremenljivke.
16. aprila 1786 so ga izvolili za člana Kraljeve družbe. Nikoli ni prejel te časti, saj je štiri dni kasneje umrl, verjetno zaradi pljučnice.
Goodricke je bil celo življenje povsem gluh. Ni jasno ali se je rodil takšen, ali je zaradi vročine oglušel že kot otrok. Njegova starša sta ga poslala študirati na Akademijo Braidwood, šolo za gluhe v Edinburghu na Škotskem in kasneje leta 1778 na Akademijo Warrington. Ko je zapustil akademijo, se je vrnil k staršema v York. Tu je postal prijatelj Edwarda Pigotta, katerega oče Nathaniel Pigott je zgradil prefinjen zasebni observatorij. Edward se je že zanimal za spremenljivke in je dal Goodrickeu seznam tistih, za katere je menil, da so vredne opazovanja.

## Priznanja

### Poimenovanja
Kolidž Goodricke na Univerzi v Yorku se imenuje po njem.
Po njem se imenuje tudi asteroid glavnega asteroidnega pasu 3116 Goodricke, ki ga je odkril Bowell 11. februarja 1983.